# Purple Disco Machine
Purple Disco Machine (настоящее имя Тино Пьонтек, нем. Tino Piontek и иногда известный как Тино Шмидт, Tino Schmidt; род. 1980, Дрезден) — немецкий диджей, диско- и хаус-исполнитель. Получил известность за композицию «Hypnotized», записанную совместно с группой Sophie and the Giants.

## Карьера
Тино Пьонтек родился в Дрездене. В раннем возрасте, благодаря отцу, познакомился с западной рок-музыкой. В 1996 году Тино начал записывать музыку в программе Cubase, пользуясь несколькими синтезаторами. Тогда же он открыл для себя музыку в стиле хаус, на это влияние оказало распространение клубной культуры в Дрездене. Начав свою диджейскую карьеру в 2012 году, Тино в том же году издал свой первый трек. В 2017 году был выпущен дебютный альбом на лейбле Sony Music Entertainment. Большого успеха Пьонтек добился в августе 2020 благодаря песне «Hypnotized» в сотрудничестве с группой Sophie and the Giants. Трек занял вторую позицию в Итальянском чарте. Тогда же, в 2020 году, Тино издал официальные ремиксы песен «Don’t Start Now» певицы Дуа Липа и «Rain on Me» Леди Гага.

## Дискография

### Альбомы
| Название  | Детали альбома                                                                           |
| --------- | ---------------------------------------------------------------------------------------- |
| Soulmatic | - Релиз: 3 октября 2017 - Лейбл: Sony Music Entertainment - Формат: Цифровая дистрибуция |

### Синглы
| Название                                                               | Год  | Топ позиция в чартах | Топ позиция в чартах | Топ позиция в чартах | Топ позиция в чартах | Топ позиция в чартах | Топ позиция в чартах | Топ позиция в чартах | Топ позиция в чартах | Сертификаты                                                                                   | Альбом    |
| Название                                                               | Год  | GER                  | AUT                  | BEL (FL)             | FRA                  | ITA                  | NLD                  | POL                  | SWI                  | Сертификаты                                                                                   | Альбом    |
| ---------------------------------------------------------------------- | ---- | -------------------- | -------------------- | -------------------- | -------------------- | -------------------- | -------------------- | -------------------- | -------------------- | --------------------------------------------------------------------------------------------- | --------- |
| «Let It Whip»                                                          | 2012 | —                    | —                    | —                    | —                    | —                    | —                    | —                    | —                    |                                                                                               | TBA       |
| «Need Someone»                                                         | 2013 | —                    | —                    | —                    | —                    | —                    | —                    | —                    | —                    |                                                                                               | TBA       |
| «My House / These Sheets» (совместно с Джеймсом Шёлком)                | 2013 | —                    | —                    | —                    | —                    | —                    | —                    | —                    | —                    |                                                                                               | TBA       |
| «Move or Not»                                                          | 2013 | —                    | —                    | —                    | —                    | —                    | —                    | —                    | —                    |                                                                                               | TBA       |
| «People» (совместно с Teenage Mutants)                                 | 2014 | —                    | —                    | —                    | —                    | —                    | —                    | —                    | —                    |                                                                                               | TBA       |
| «Something About Us»                                                   | 2014 | —                    | —                    | —                    | —                    | —                    | —                    | —                    | —                    |                                                                                               | TBA       |
| «Musique»                                                              | 2014 | —                    | —                    | —                    | —                    | —                    | —                    | —                    | —                    |                                                                                               | TBA       |
| «Get Lost» (совместно с Teenage Mutants)                               | 2015 | —                    | —                    | —                    | —                    | —                    | —                    | —                    | —                    |                                                                                               | TBA       |
| «Soul So Sweet» (совместно с Натали Конуэй)                            | 2015 | —                    | —                    | —                    | —                    | —                    | —                    | —                    | —                    |                                                                                               | TBA       |
| «L.O.V.E.» (с Борисом Длугошем)                                        | 2015 | —                    | —                    | —                    | —                    | —                    | —                    | —                    | —                    |                                                                                               | TBA       |
| «Set It Out» (с Борисом Длугошем)                                      | 2016 | —                    | —                    | —                    | —                    | —                    | —                    | —                    | —                    |                                                                                               | TBA       |
| «Sambal»                                                               | 2016 | —                    | —                    | —                    | —                    | —                    | —                    | —                    | —                    |                                                                                               | TBA       |
| «Counting on Me» (совместно с Airplane и Алоэ Блэк)                    | 2016 | —                    | —                    | —                    | —                    | —                    | —                    | —                    | —                    |                                                                                               | TBA       |
| «Body Funk»                                                            | 2017 | —                    | —                    | —                    | —                    | —                    | —                    | —                    | —                    |                                                                                               | Soulmatic |
| «In the Dark (demo)» (совместно с Джо Киллингтоном и Дуэйном Харденом) | 2017 | —                    | —                    | —                    | 88                   | —                    | —                    | —                    | —                    |                                                                                               | Soulmatic |
| «Dished (Male Stripper)»                                               | 2018 | —                    | —                    | —                    | —                    | —                    | —                    | —                    | —                    |                                                                                               | Soulmatic |
| «Encore» (совместно с Baxter)                                          | 2018 | —                    | —                    | —                    | —                    | —                    | —                    | —                    | —                    |                                                                                               | Soulmatic |
| «Love for Days» (с Борисом Длугошем и Кареном Хардингом)               | 2018 | —                    | —                    | —                    | —                    | —                    | —                    | —                    | —                    |                                                                                               | Soulmatic |
| «In My Arms»                                                           | 2020 | —                    | —                    | —                    | —                    | —                    | —                    | —                    | —                    |                                                                                               | TBA       |
| «Hypnotized» (совместно с Sophie and the Giants)                       | 2020 | 11                   | 23                   | 19                   | 61                   | 2                    | 48                   | 1                    | 18                   | - BVMI: Золотой - FIMI: 3 × Платиновый - IFPI SWI: Золотой - BVMI: Золотой - ZPAV: Платиновый | TBA       |
| «Exotica» (совместно с Mind Enterprises)                               | 2020 | —                    | —                    | —                    | —                    | —                    | —                    | —                    | —                    |                                                                                               | TBA       |
| «Fireworks» (совместно с Мосс Кена и The Knocks)                       | 2021 | —                    | —                    | 68                   | —                    | —                    | —                    | 13                   | —                    |                                                                                               | TBA       |